# Pujada del nivell del mar

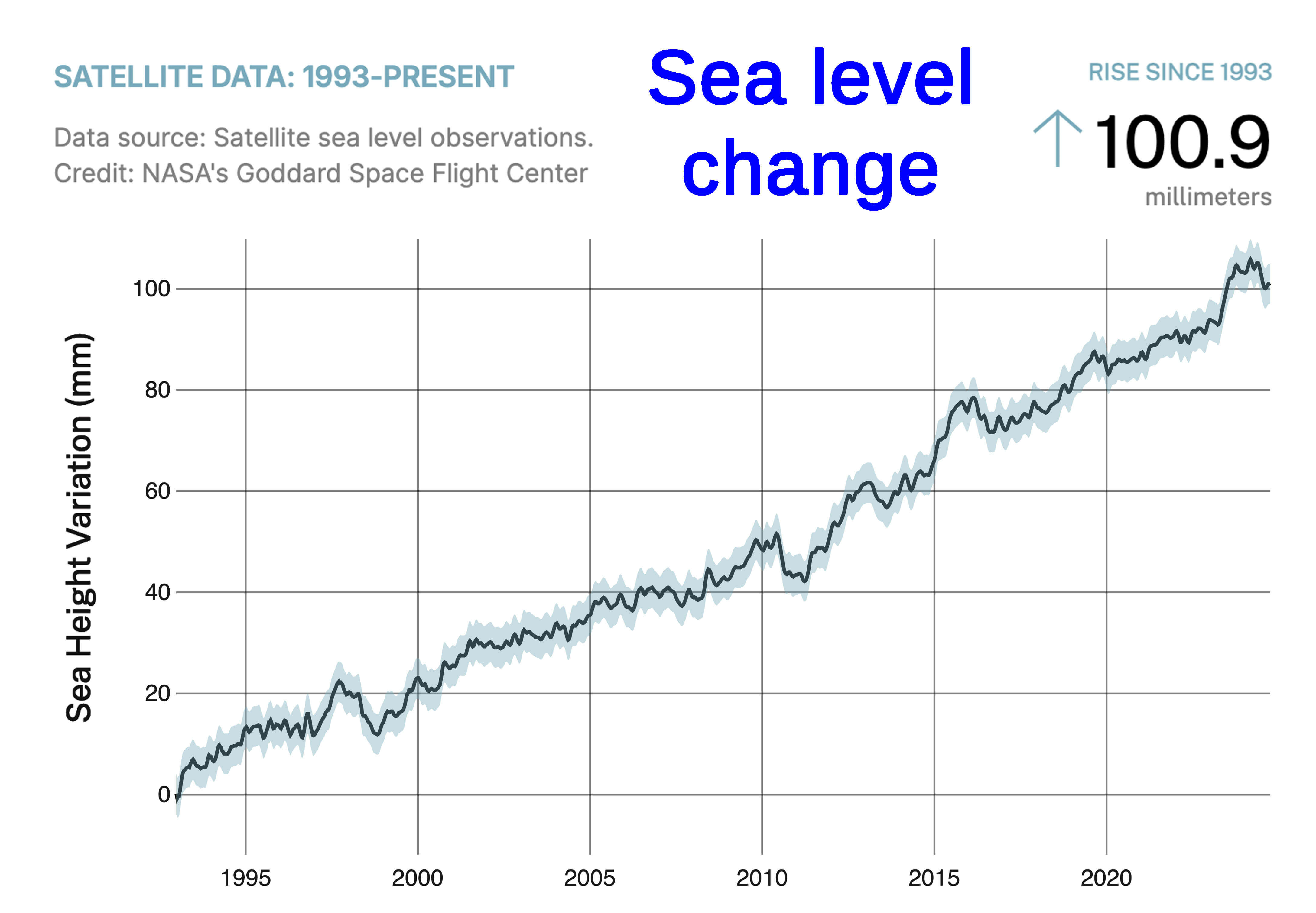
Les observacions per satèl·lit de l'augment del nivell del mar entre 1993 i 2021.

Les mesures del nivell del mar mostren que la pujada del nivell del mar mundial actual va començar a principis del segle xx. Entre el 1900 i el 2017, la mitjana mundial del nivell del mar va augmentar entre 16 i 21 cm. Les dades més precises recollides a partir de mesures de radar per satèl·lit revelen un augment accelerat de 7,5 cm des del 1993 al 2017,:1554  per a una velocitat mitjana de 31 mm per dècada. Aquesta acceleració es deu principalment al canvi climàtic, que inclou l'escalfament dels oceans i la fusió de les capes de gel i les glaceres. Entre 1993 i 2018, la dilatació tèrmica de l'aigua va contribuir en un 42% a l'augment del nivell del mar; el desglaç de les glaceres un 21%; Groenlàndia un 15%; i l'Antàrtida un 8%.:1576  Els científics del clima esperen que la taxa s'acceleri encara més durant el segle XXI, i les últimes mesures diuen que el nivell del mar està augmentant actualment 3,6 mm per any.:62
Projectar el nivell del mar futur és un repte, a causa de la complexitat de molts aspectes del sistema climàtic i als retards en les reaccions del nivell del mar als canvis de temperatura de la Terra. A mesura que la investigació climàtica sobre els nivells del mar passat i present condueix a models informàtics millorats, les projeccions han augmentat constantment. El 2007, el Grup Intergovernamental sobre el Canvi Climàtic (IPCC) va projectar una estimació de gamma alta de 60 cm fins al 2099, però el seu informe de 2014 va elevar l'estimació a uns 90 cm. Diversos estudis posteriors han conclòs que un augment global del nivell del mar de 200 a 270 cm aquest segle és "físicament plausible". Una estimació conservadora de les projeccions a llarg termini és que cada grau Celsius d'augment de la temperatura provoca un augment del nivell del mar d'aproximadament 2,3 m durant un període de dos mil·lennis (2.000 anys): un exemple d'inèrcia climàtica. El febrer de 2021, un article publicat a Ocean Science va suggerir que les projeccions anteriors per a l'augment del nivell del mar global per al 2100 informades per l'IPCC probablement eren conservadores, i que el nivell del mar augmentarà més del que s'esperava anteriorment.
El nivell del mar no augmentarà uniformement a tot arreu de la Terra, i fins i tot baixarà lleugerament en alguns llocs, com l'oceà Àrtic. Els factors locals inclouen efectes tectònics i enfonsament de la terra, marees, corrents i tempestes. L'augment del nivell del mar pot afectar considerablement les poblacions humanes a les regions costaneres i insulars. S'esperen inundacions costaneres generalitzades amb diversos graus d'escalfament sostinguts durant mil·lennis. Altres efectes són les onades de tempesta més altes i tsunamis més perillosos, el desplaçament de poblacions, la pèrdua i degradació de terres agrícoles i els danys a les ciutats. Els entorns naturals com els ecosistemes marins també es veuen afectats, amb peixos, ocells i plantes que perden parts del seu hàbitat.
Les societats poden adaptar-se a l'augment del nivell del mar de tres maneres diferents: implementar una retirada gestionada, adaptar-se al canvi costaner o protegir-se de l'augment del nivell del mar mitjançant pràctiques de construcció dura com els murs costaners o enfocaments suaus com la rehabilitació de les dunes i les reposicions de la sorra de les platges. De vegades aquestes estratègies d'adaptació van de la mà, però en altres ocasions s'han de prendre decisions entre diferents estratègies. Per a alguns entorns humans, com les anomenades ciutats que s'enfonsen, l'adaptació a l'augment del nivell del mar es pot veure agreujada per altres problemes ambientals, com ara l'subsidència. Els ecosistemes naturals s'adapten normalment a l'augment del nivell del mar desplaçant-se terra endins; tanmateix, potser no sempre ho podran fer, a causa de barreres naturals o artificials.